# Chanava
Chanava é um município da Eslováquia, situado no distrito de Rimavská Sobota, na região de Banská Bystrica. Tem 18,93 km² de área e sua população em 2018 foi estimada em 705 habitantes.

## Demografia
| Ano:        | 1994 | 2004   | 2014   | 2024   |
| ----------- | ---- | ------ | ------ | ------ |
| Broj ljudi: | 673  | 708    | 697    | 715    |
| Razlika:    |      | +5,20% | -1,55% | +2,58% |

| Ano:               | 2023 | 2024   |
| ------------------ | ---- | ------ |
| Número de pessoas: | 708  | 715    |
| Diferença:         |      | +0,98% |